# كاثرين تيريزا كوكسون
كاثرين تيريزا كوكسون (بالإنجليزية: Catherine Teresa Cookson)‏ هيَ عالمة نبات أيرلندية، اشتهرت بتوثيقها للحياة النباتية في الهند.

## حياتها
المَعلومات عن حياة كاثرين قليلة، حيثُ يُعتقد أنها مِن مقاطعة ويكلاو في أيرلندا، كما يُفترض أنها زَوجة جورج جيمس كوكسون (1805-1838) وهوَ عضو في جيش البنغال وتزوجته كاثرين في 8 يونيو 1832، وفي 20 يناير 1838 تُوفي زوجها على أثر إصابته بالجدري.

## الأعمال الفنية
اشتهرت كاثرين برسمها للزُهور في الهند تحت مُجلد بعنوان Flowers Drawn and Painted in India، ونُشرت هذه الرسومات تقريباً في عام 1835، ويُعتبر هو العَمل الوحيد المَعروف لها، ويحتوي هذا المُجلد على 31 رَسمة خاص بالحياة النباتية الأصلية في الهند، وقد تم تَلوين هذه الرَسمات بواسطة الطباعة الحجرية. تم تقديم ألبوم من هذه الرُسومات إلى الحديقة النباتية الملكية في إدنبرة من قِبل المَلكة إليزابيث الثانية أثناء افتتاح مَبنى الأعشاب والمَكتبة الجديدة في عام 1964.